# Copa Rio
La Copa Rio (appelée aussi le Torneio Internacional de Clubes Campeões) fut l'une des premières compétitions de football intercontinentales. La presse brésilienne, l'appelait à l'époque la "coupe du monde des clubs" (titre qui sera plus tard appliqué à la Coupe Toyota). La Copa Rio présentait un format ressemblant à la première compétition inter-clubs organisée officiellement par la FIFA en 2000, la Coupe du monde des clubs de la FIFA; mais avec des critères d'admission absolument différents.

## Organisation
Les deux éditions de la Copa Rio se tinrent à Rio de Janeiro et São Paulo au Brésil et furent organisées par la Confédération brésilienne de football, et approuvée par la FIFA. Toutefois pour le statut de la FIFA, ce tournoi n'est pas une compétition officielle. Selon le statut de la FIFA, les compétitions officielles sont celles des équipes représentatives organisées par la FIFA ou une confédération. Les équipes représentatives sont généralement des équipes nationales, mais également des équipes de clubs représentant une confédération dans des compétitions interconfédérales ou une association membre dans des compétitions confédérales,. 

## Histoire
En 1951, le club brésilien de Palmeiras fut le vainqueur du tournoi, tandis que Fluminense remporta celui de 1952.La Copa Rio Internacional (officiellement nommée Tournoi international des clubs champions en 1951) était une compétition internationale de clubs. Organisée par l'ancien CBD avec l'accord du président de la FIFA de l'époque, Jules Rimet, la Copa Rio a connu deux éditions.
Histoire
Le tournoi a une importance historique car il s'agit de la première tentative de Coupe du Monde entre clubs ayant atteint une portée intercontinentale. La presse brésilienne l'appelait à l'époque le « Tournoi mondial des champions », surnom qui sera plus tard donné à la Coupe Intercontinentale.
La Copa Rio a présenté un format similaire à celui actuellement adopté pour la Coupe du Monde des Clubs de la FIFA, ce qui suscite de nombreuses discussions parmi les supporters quant à la reconnaissance du tournoi comme championnat du monde.
Reconnaissance
En 2007, la FIFA considérait la Copa Rio de 1951 comme la première édition de la Coupe du monde des clubs, mais revenait sur sa décision en décembre de la même année. Des années plus tard, en août 2014, Joseph Blatter (président de la FIFA), a déclaré que la compétition de 1951, remportée par Palmeiras, serait reconnue comme Coupe du monde des clubs. Cependant, cette fois la Copa Rio ne serait pas considérée comme équivalente à l’actuelle Coupe du monde, mais confirmerait son importance. En avril 2019, Infantino pensait différemment de Blatter et hésitait à reconnaître le titre comme Coupe du monde.
L'exploit de Fluminense en 1952 n'a pas reçu la même reconnaissance que la première édition, ayant moins d'importance que le tournoi de l'année précédente. Le conseil d'administration du club tricolore de Rio de Janeiro a également demandé à la plus haute entité du football de reconnaître son titre, mais en vain. Un facteur déterminant dans la non-reconnaissance du titre est le fait que la FIFA n'a approuvé que la première édition, en 1951.
Dans la même déclaration dans laquelle Blatter avait déclaré qu'il reconnaîtrait Palmeiras comme champion du monde à l'époque, l'ancien président de l'entité a également ajouté que cela pourrait inclure la Copa Rio de 1952. Mais, à ce jour, l'équipe tricolore n'a pas reçu de réponse de même niveau qu'Alviverde São Paulo a reçu.

La compétition fut suivie d'un autre tournoi, nommé le Torneio Octogonal Rivadavia Corrêa Meyer, qui fut remporté par le Vasco da Gama. Cette compétition qui succéda à la Copa Rio, privilégia les clubs brésiliens (cinq brésiliens, et trois clubs étrangers), et perdit ainsi son aspect intercontinental.

## Reconnaissance
L’édition 1952 n’a pas été prise en compte par la FIFA après une demande de reconnaissance du Fluminense.   
L' édition 1951 n'a pas été reconnue comme une réelle coupe mondiale par la FIFA avec un fax à la Sociedade Esportiva Palmeiras en mars 2007. Le 26 avril 2007, la FIFA a indiqué que le processus pour prendre cette décision n’était pas encore terminé et que jusqu’à présent la question n’était traitée que sur le plan administratif par le secrétariat général, mais que, vu l’importance et la complexité de la question, elle devrait être soumise au Comité exécutif de la Fédération.  
Un autre fax du secrétaire général (donc sans valeur réelle, mais temporaire comme cela s'est produit en 2007), après d’autres rappels, a été envoyé le 23/04/2013.   
Dans une note en janvier 2017 l'entité est claire lorsqu'elle déclare que le 1er champion du monde est le Corinthians. Les Coupes Rio et Intercontinental sont simplement appelées tournois de «niveau mondial». La FIFA a déclaré que les titres mondiaux avant 2000 n'étaient pas considérés comme officiels donc pas valide. Malgré cela, certains journaux brésiliens proches de Palmeiras, propagent des interprétations singulières. Même, le ministère brésilien des Sports, dirigé par un fanatique de Palmeiras (Aldo Rebelo), a publié un article omettant des données objectives et attribuant des décisions du Secrétariat général de la FIFA (qui a un pouvoir limité et temporel) au Conseil de la FIFA (unique organe doté du pouvoir exécutif). 
En 2014 FIFA précisant que le premier tournoi organisé exclusivement par FIFA a été joué en 2000 mais le Palmeiras a été le club gagnant de la première compétition mondiale entre clubs de l'histoire. Ce trophée est cité dans l’instagram officiel de la FIFA comme un championnat du monde (2016), mais un titre, pour être valable, doit être approuvé par le Conseil de la FIFA (ancien Comité Exécutif).  
La Copa Rio était organisée officiellement par la fédération brésilienne et la préfecture de Rio de Janeiro; en fait le Conmebol ne l'inclut pas parmi les compétitions officielles(c'est-à-dire reconnu comme valide par elle) contrairement à la Coupe intercontinentale et à la Coupe du Monde des Clubs de la FIFA et la même FIFA, contrairement à le titre de la Coupe intercontinentale officialisé en octobre 2017 par le Conseil, dans ses documents ne le mentionne pas comme un record officiel du championnat du monde des clubs. 
Diplomatiquement donc, la FIFA reconnaît la Copa Rio comme la première compétition mondiale de clubs et le Palmeiras comme vainqueur mais pas comme champion du monde comme une partie de la presse a écrit (concept exprimé aussi en janvier 2017). Après cette décision, le Palmeiras a demandé de l'aide à la Conmebol pour s'assurer que la FIFA reconnaît le trophée à tous les effets (comme passé pour la Coupe Intercontinentale). À l'avenir le Conseil FIFA pourrait changer le statut de la compétition, mais en avril 2019, le président de la FIFA Gianni Infantino, interrogé par les médias brésiliens, a répété que pour la fédération mondiale, seuls les vainqueurs de la Coupe intercontinentale et de la Coupe du monde des clubs sont les champions du monde officiels.

## Éditions
| Année | Champion   | Finaliste   |
| ----- | ---------- | ----------- |
| 1951  | Palmeiras  | Juventus    |
| 1952  | Fluminense | Corinthians |